# Personalentwicklung
Personalentwicklung (PE) umfasst die auf die Bedarfe und Bedürfnisse der Organisation abgestimmte berufseinführende, berufsbegleitende und arbeitsplatznahe Aus- und Weiterbildung des Personals sowie die Ableitung geeigneter Maßnahmen und Strategien aus den Unternehmenszielen, die eine Qualifizierung des Personals zum Ziel haben. Dabei sind Aspekte der Organisationsentwicklung und die Bedürfnisse der verschiedenen Anspruchsgruppen des Unternehmens (bspw. Berufseinsteiger, Fachkräfte, High-Potentials) zu berücksichtigen.
PE ist ein Teilgebiet der Personalwirtschaft innerhalb der Betriebswirtschaft, der Organisationssoziologie, der Erwachsenenbildung (Andragogik) innerhalb der Pädagogik sowie der Personalpsychologie bzw. Wirtschaftspsychologie mit dem Ziel, Menschen, Teams und Organisationen dazu zu befähigen, ihre Aufgaben in betrieblichen Arbeitssystemen erfolgreich und effizient zu bewältigen und sich neuen Herausforderungen selbstbewusst und motiviert zu stellen.

## Definition

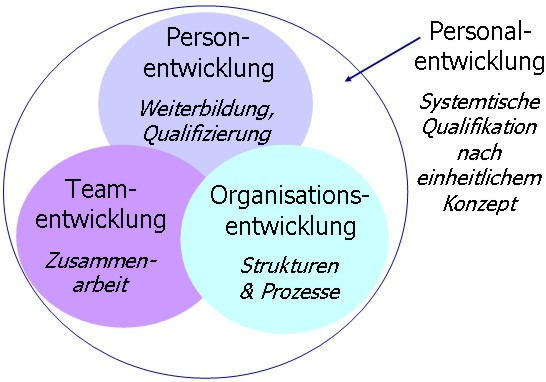
Personalentwicklung zwischen individueller und systemischer Arbeit

Der Begriff ist in Theorie und Praxis nicht einheitlich definiert. Weite und enge Begriffsfassungen stehen nebeneinander. Enge Begriffsfassungen begrenzen Personalentwicklung inhaltlich auf die Aus- und Weiterbildung. Weiter gefasste Definitionen stellen auch die Förderung der Unternehmensentwicklung durch zielgerichtete Gestaltung von Lern-, Entwicklungs- und Veränderungsprozessen in den Bereich betrieblicher Personalentwicklung und überschneiden sich mit einzelnen Elementen der Organisationsentwicklung. Wie auch in der folgenden Definition von Stock-Homburg: „Personalentwicklung sind Maßnahmen zur Vermittlung von Qualifikationen, welche die aktuellen und zukünftigen Leistungen von Führungskräften und Mitarbeitern steigern (Bildung), sowie Maßnahmen, welche die berufliche Entwicklung von Führungskräften und Mitarbeitern unterstützen (Förderung).“
Zusätzlich wird Personalentwicklung entweder auf bestimmte Klientelgruppen bezogen oder die Eingrenzung erfolgt in Bezug auf die Art der Aktivitäten der Personalentwicklung.
Eine andere Definition liefert Peterke: „Personalentwicklung ist […] die Aufgabe und Disziplin zur Förderung der Unternehmensentwicklung durch zielgerichtete Gestaltung von Lern-, Entwicklungs- und Veränderungsprozessen.“ Er geht davon aus, dass Lernen im Unternehmen immer wichtiger wird. Dennoch schwindet die Bedeutung der breiten Personalentwicklung als Funktion oder Abteilung in Unternehmen, da ein relatives Überangebot von Fachkompetenzen am Arbeitsmarkt in Verbindung mit kurzfristigen Rationalisierungsmöglichkeiten durch Freisetzung oftmals einen wesentlich größeren Beitrag zu betrieblich geplanter Kostenoptimierung erwarten lassen, als der relativ teure und langwierige Aufbau von Fach- und Schlüsselkompetenzen. Dem gegenüber gewinnt die hoch spezialisierte Personalentwicklung von Führungskräften und Mitarbeitern mit Kundenkontakt neben der rein fachlich notwendigen Basisarbeit zur Bedienung von Werkzeug und Software gegenwärtig weiter an Bedeutung.
Als strategische Personalentwicklung bezeichnet man die planerischen Aktivitäten, die darauf zielen, die Kompetenzen der Mitarbeiter auf die künftigen Anforderungen des Unternehmens vorzubereiten, die aus der Unternehmensstrategie und der Unternehmensvision abgeleitet werden.

## Ziele der Personalentwicklung
PE-Ziele aus Unternehmenssicht sind u. a.:
- Sicherung des notwendigen Fach- und Führungskräftebestandes und Deckung des zusätzlichen Bedarfs,
- Entwicklung geeigneter Rekrutierungsinstrumente und Karriereangebote,
- Erkennen und Vorbereiten von Nachwuchsführungskräften und Spezialisten,
- Anpassung an technologische und marktliche Erfordernisse,
- größere Unabhängigkeit von externen Arbeitsmärkten,
- Verbesserung und Aufrechterhaltung der fachlichen und persönlichen Qualifikationen,
- Verbesserung der Mitarbeiterzufriedenheit,
- Verbesserung der Leistungsmotivation,
- Aufdecken von Fehlbesetzungen und Defiziten,
- Vermittlung von Schlüsselqualifikationen,
- Erhöhung der Bereitschaft, Änderungen zu akzeptieren,
- Senkung der Fluktuation,
- Verbesserung der innerbetrieblichen Kooperation und Kommunikation.

PE-Ziele aus Mitarbeitersicht sind u. a.:
- Verbesserung und Aufrechterhaltung der fachlichen und persönlichen Qualifikation,
- Aktivierung bisher ungenutzter Potenziale und Fähigkeiten,
- Übertragung neuer/erweiterter Aufgaben,
- verbesserte Karriere- und Laufbahnmöglichkeiten,
- Minderung des Risikos des Arbeitsplatzverlustes,
- Steigerung der individuellen Mobilität auf dem internen und externen Arbeitsmarkt,
- Verbesserung der Selbstverwirklichungschancen und Entfaltung der Persönlichkeit,
- Erhöhung des persönlichen Prestiges,
- Ermöglichung einer eignungs- und neigungsgerechten Aufgabenzuweisung,
- Einkommensverbesserung.

## Erfolgskontrolle
Da die Wirksamkeit von aufwändigen PE-Maßnahmen relativ schwer und meist nur in längerfristiger Perspektive zu beurteilen ist, hat sich die Diskussion in den letzten Jahren auf die Frage konzentriert, wie die Nachhaltigkeit, also der langfristige Erfolg der Personalentwicklung in ökonomischer und sozialer Hinsicht sicherzustellen und zu messen ist. Das schließt den Werterhalt der hier getätigten Investitionen für das Unternehmen wie für die Mitarbeiter ein. In diesem Zusammenhang wurden immer mehr Indikatoren zum Personalentwicklungscontrolling entwickelt. U. a. werden zur Messung der Wirksamkeit von PE-Maßnahmen herangezogen:
- die Fluktuationsquote
- das Commitment der Mitarbeiter zum Unternehmen (gemessen über jährliche Mitarbeiterbefragungen)
- die Loyalität der Mitarbeiter zum Unternehmen (gemessen durch Fragen wie: „Empfehlen Sie das Unternehmen als Arbeitgeber weiter?“)
- die „Back-Up Quote“ im Hinblick auf die Nachfolgeplanung im Unternehmen (für welche Schlüsselpositionen wurden bereits Nachfolger identifiziert?)
- die „Verbleibs-Quote“ von Potenzialträgern im Unternehmen
- die „On-Board-Quote“, die den Verbleib von Neuzugängen misst
- die Zufriedenheit der Mitarbeiter mit einzelnen Personalentwicklungsmaßnahmen (im Anschluss an Seminare / Workshops usw. gemessen mit Hilfe von Bewertungsbögen)
- die ausgewogene Alters- und Geschlechterstruktur wichtiger Zielgruppen
- die Gehaltskosten (etwa wenn durch gezielte Entwicklung interner Mitarbeiter zu Führungskräften die Gehaltskosten im Vergleich zu extern eingekauften Führungskräften minimiert werden)
- der Krankenstand im Unternehmen bzw. die Krankenkosten
- der Human Capital Index HCI (nach Watson Wyatt), der verwendet wird, um die Korrelation des Humankapitals und des Unternehmenswertes zu errechnen
- die Abweichung zwischen Ist- und Soll-Kompetenzstand der Mitarbeiter (gemessen über eine regelmäßige Einschätzung der Mitarbeiter durch ihre Führungskräfte)
- die Kundenzufriedenheit (gemessen über Kundenbefragungen oder Testeinkäufe)
- Service-Level-Kennzahlen (zum Beispiel der Zeitraum von einer Stellenausschreibung bis zu einer erfolgreichen Einstellung oder in der Personalentwicklung oder der Zeitraum von einer Weiterbildungsanfrage aus einem operativen Bereich bis hin zur erfolgreichen Durchführung der Maßnahme)

Die für die PE zuständigen Abteilungen werden hier als interner Dienstleister beurteilt, also analogen Benchmarks unterworfen wie andere Serviceabteilungen auch. Entsprechend können auch Service-Level Agreements mit der für PE zuständigen Abteilung abgeschlossen werden.

## Kompetenzentwicklung als Kernaufgabe
Kernaufgabe der PE ist die Kompetenzentwicklung der Mitarbeiter. Die geforderten Qualifikationen und Kompetenzen werden mit dem Ist-Zustand verglichen und so der quantitative und qualitative Schulungs- und Entwicklungsbedarf ermittelt. Die Bedarfsanalyse berücksichtigt nicht nur die fachliche Qualifikation, sondern auch Führungs- und Sozialkompetenz. Die Beurteilung der Mitarbeiter nach ihren potenziellen zukünftigen Entwicklungschancen heißt Potenzialanalyse.
Beispiele für die Entwicklung von Kompetenzen und Schlüsselqualifikationen
(Fach-, Methoden-, Sozial- und Persönlichkeitskompetenz)
- Fachliche Fähigkeiten und kognitive Kompetenzen
  - Berufsspezifisches Wissen und Können
  - Arbeitstempo
  - Kostenbewusstsein
  - Unternehmerisches Denken
  - Allgemeine Planungs- und Ordnungskenntnisse
  - Kenntnisse zur Qualitätserreichung
  - Organisation eines Projektmanagements
  - Handhabung von Werkzeugen und anderen Arbeitsmitteln
  - Logisches Denken
  - Analytisches Denken
  - Entscheidungskompetenz
  - Risikokompetenz
  - Gender- und Diversity-Kompetenz

- Soziale Fähigkeiten
  - Selbstbewusstsein, (Teilbereich des EQ)
  - Selbstmotivation, (Teilbereich des EQ)
  - Selbstmanagement, (Teilbereich des EQ)
  - Engagement in der Gruppe, (Teilbereich des EQ)
  - Empathie, (Teilbereich des EQ)
  - Führungskompetenz
  - Qualitätsbewusstsein
  - Leistungsbereitschaft
  - Ausdrucksfähigkeit
  - Fremdsprachen
  - Innovationsfreude
  - Kooperationsfähigkeit
  - Motivationsfähigkeit (aktiv und passiv)
  - Konflikt- und Kritikfähigkeit (aktiv und passiv)
  - Präsentationsfähigkeit/verkäuferisches Verhalten
  - Fairness

## Bedarfserfassung
Treten soziale oder fachliche Mängel auf, müssen die Ursachen hierfür gesucht werden, um passende PE-Maßnahmen anbieten zu können. Ursachen können in folgenden Bereichen liegen:
- Wissen (Sind die Mitarbeiter informiert? Haben sie es verstanden?)
- Wollen (Sind sie motiviert? Was demotiviert sie?)
- Können (Sind sie ausgebildet? Haben sie genug trainiert?)
- Dürfen (Sind sie aus ihrer Sicht berechtigt? Trauen sie sich, kreativ/kollektiv zu handeln?)

Zur Frage der Motivation von Mitarbeitern kann die Personalentwicklung sowohl in Richtung einer Defizitorientierung ansetzen („Was hindert unsere Mitarbeiter daran, erfolgreich zu sein?“), als auch Ressourcenorientierung zeigen („Welche Fähigkeiten, Träume und Kenntnisse haben unsere Mitarbeiter noch zur Verfügung?“). Je nach Motivationsstrategie des Einzelnen kann die PE diese durch entsprechend psychologisch ausgerichtete Einzelmaßnahmen aus dem Katalog o. g. Elemente umsetzen oder entsprechend den Bedürfnissen einer Mehrheit von Mitarbeitern in einer Arbeitsgruppe geeignete Strategien zur Zielerreichung anbieten.

## Bereiche der Personalentwicklung
Die Personalentwicklung (PE) umfasst neben der Förderung beruflich relevanter Kenntnisse, Fertigkeiten und Einstellungen durch Maßnahmen der Aus- und Weiterbildung (Seminare und Trainings) auch die Beratung zur Arbeitsgestaltung. Damit sind sämtliche Maßnahmen, die zur systematischen Förderung der beruflichen Handlungskompetenz der in einer und für eine Organisation arbeitstätigen Individuen gemeint. Diese Bereiche sollen gemäß Solga, Ryschka und Mattenklott an den strategischen Zielen einer Organisation orientiert sein (strategische Personalentwicklung).
Strategieorientierte PE ist darauf ausgerichtet, systematisch Schlüsselqualifikationen zu entwickeln, die zur Bewältigung unternehmensstrategisch begründeter Leistungsanforderungen benötigt werden."
Wissenschaftlich wird die Personalentwicklung durch die Psychologie und die Betriebspädagogik begleitet. Sie findet ihre Anwendung u. a. bei:
- Berufsausbildung
- Einarbeitung
- Berufsbegleitende Qualifizierung
- Outsourcing
- Mentoring
- Unternehmensnachfolge

Die Personalentwicklung ist eng mit den Teilbereichen Personentwicklung, Teamentwicklung und Organisationsentwicklung verzahnt. So können die genannten Bereiche als Teilbereich der Personalentwicklung aufgefasst werden, da mit ihnen stets Personalentwicklungsmaßnahmen verbunden sind.
Immer mehr wird die Relevanz der Personalentwicklung für die nachhaltige Modernisierung von öffentlichen Verwaltungen erkannt.

## Personalentwicklung in KMU
Formalisierte Personalentwicklung in kleineren und mittelgroßen Unternehmen (KMU) ist derzeit in Deutschland nicht weit verbreitet. Insgesamt regeln nur etwa 15 Prozent aller kleinen und mittleren Betriebe die entsprechenden Zuständigkeiten in ihren Unternehmen. Dies zeigt eine Studie des Rationalisierungs- und Innovationszentrum der Deutschen Wirtschaft aus dem Jahr 2002.
Kleine und mittelständische Unternehmen verfügen nicht über genügend Personalressourcen für die Planung und Entwicklung. Daher ist die Personalentwicklung oft „Chefsache“. Beratungsfirmen und Beratungsverbünde sowie Bildungsinstitutionen unterstützen durch Qualifikationsbedarfsanalyse, Potenzialanalyse, Kompetenzanalyse und Einführung typischer Konzepte wie Mitarbeitergespräche oder Stellenbeschreibungen.
Besonders der Sprung von einem kleinen zu einem mittelständischen Unternehmen (von 30 auf 50 Mitarbeiter) erfordert umsichtige Planung und interne Potenzialentwicklung. Denn zum einen verdoppelt sich die Zahl der Mitarbeiter und die neuen müssen sich mit den über längere Zeit Beschäftigten auseinandersetzen. Außerdem wird es notwendig zusätzliche Hierarchien in die Organisation einzubetten. Mittelständische Unternehmen im Wachstum haben ähnliche Probleme bei der Organisationsstruktur.
Es gibt Förderprojekte in den einzelnen Bundesländern, welche konkrete Beratungen FÖRDERN, zum Beispiel die Potentialberatung in NRW in NRW und Personalentwicklungsberatung in Niedersachsen.

## Wissenschaftliche und praktische Zugänge

Wissenschaftliche und praktische Zugänge zur Personalentwicklung; Forschungs- und Gestaltungszugänge; Bild: Becker, M./Schwarz, V./Schwertner, A. (2002): Theorie und Praxis der Personalentwicklung: aktuelle Beiträge aus Wissenschaft und Praxis, 2. Auflage. München 2002, S. 7.

Zur Systematisierung der Personalentwicklung ist nach konkreten Forschungszugängen und praktischen Gestaltungsanliegen zu unterteilen. Wesentliche Forschungs- und Gestaltungszugänge sind in (siehe Abbildung: Wissenschaftliche und praktische Zugänge zur Personalentwicklung) dargestellt.

### Kontextorientiert
(Im Bild 1) Hier wird auf die unternehmensinternen und -externen Einflüsse, also auf Ziele, Inhalte, Methoden und Akteure der Personalentwicklung bezogen. Die kontextorientierte Gestaltung lotet den normativen Handlungsrahmen aus, der die Personalentwicklung vorbestimmt. Die Unternehmenspolitik bestimmt als Zweck-Mittel-Beziehung Richtung, Ziele und Inhalte der Personalentwicklung. Die Personalentwicklung ist so auszugestalten, dass sie die Erreichung der Unternehmensziele optimal unterstützt. Zusätzlich sind die externen Kontextfaktoren zu beachten.

### Akteursorientiert
(Im Bild 2) Dieser Zugang beachtet, wie biographie- und kontextbestimmte Lernimpulse und Lernbarrieren die Teilnahme und den Erfolg von Personalentwicklungsmaßnahmen beeinflussen. Akteure der Personalentwicklung sind die Fach- und Führungskräfte der Personalentwicklung und das Top-Management der Unternehmen. Zusätzlich nehmen die Personal- und die Betriebsräte, die Gleichstellungsbeauftragten und die Schwerbehindertenvertreter im Rahmen ihrer gesetzlichen Mitbestimmungsrechte Einfluss auf die Personalentwicklung. Die Akteure handeln stets interessengeleitet. Interessen sind herauszuarbeiten und klientenbezogen ist festzulegen, ob und wie diese durch Personalentwicklung befriedigt werden können. Grundsätzlich werden Personalentwicklungsentscheidungen bestimmt durch:
- die individuelle Persönlichkeit des Lernenden,
- die Vorerfahrungen, Ziele und Befürchtungen der Adressaten der Personalentwicklung,
- das soziale, politische und konjunkturelle Umfeld, z. B. die spezifische Arbeitsmarktsituation, die Ausgestaltung der staatlichen und betrieblichen Fördermaßnahmen, den Wettbewerbsdruck auf Berufe und Berufsgruppen,
- die Persönlichkeit und Professionalität der verantwortlichen Personalentwickler.

Voraussetzungen der Teilnahme an den Personalentwicklungsmaßnahmen sind rechtzeitige und ausreichende Informationen. Aufgabe der Personalentwicklung ist die Schaffung eines sozialen Umfeldes, das Motivation und Verantwortung stärkt. Unternehmen müssen Entwicklungsmöglichkeiten offerieren und ein lernförderndes Arbeitsklima schaffen. Die Bereitschaft zur Weiterentwicklung ist zu erwarten, wenn die Ziele der Personalentwicklung den Akteuren attraktiv und erreichbar erscheinen und die positiven Auswirkungen der Teilnahme, z. B. Karrierechancen, hoch eingeschätzt werden. Die Rolle und das Selbstverständnis der Personalentwickler bestimmen die Art und die Ausgestaltung der Personalentwicklung wesentlich mit.

### Ziele
(Im Bild 3) Insgesamt legt die Zielvereinbarung das Anspruchsniveau der Personalentwicklung fest. Als Ergebnis der Personalentwicklung erwarten die Mitarbeiter die Erhaltung und Verbesserung ihrer Beschäftigungsfähigkeit, die Führungskräfte erwarten leistungsstarke und motivierte Mitarbeiter, die Unternehmensleitung will signifikante Beiträge zur Stärkung der Wettbewerbsfähigkeit. In dynamischen Unternehmen steht die kompetente Verwertung erworbener Qualifikationen im Arbeitsprozess im Vordergrund. Kompetenz ist dabei zu verstehen als Kombination von Kenntnissen, Fertigkeiten, Erfahrungen und Verhaltensweisen, die in einer konkreten Arbeitssituation von einer Person zur Lösung ganz konkreter Arbeitsprobleme eingesetzt werden. Der Erfolg der Personalentwicklung zeigt sich erst im Arbeitsergebnis, dem gelungenen Werk, nicht schon im Erwerb von Qualifikationen. Aus betriebswirtschaftlicher Sicht wird der Verwendungsaspekt der Personalentwicklung i. S. von Kompetenzverbesserung und Performanz besonders hervorgehoben. Folgt man dieser Sichtweise, dann hat Personalentwicklung die Handlungskompetenz zu fördern. Wesentliche Aspekte der Handlungskompetenz sind die situativ-individuelle Handlungsfähigkeit (Können), die Handlungsbereitschaft (Wollen) und die konkrete Zuständigkeit für eine Aufgabe (Dürfen).

### Inhaltsbereiche
(Im Bild 4) Entsprechend der weiten Definition umfasst Personalentwicklung die Inhalte wie Bildung, Förderung und Organisationsentwicklung (siehe nachfolgende Grafik nach Becker).

### Methoden
(Im Bild 5) Aus Sicht der Methodik und Didaktik gliedert sich die Personalentwicklung in eine eher einheitlich verstandene Anzahl unterschiedlich wirkender Elemente. Die Methoden der Eignungsdiagnostik sind hierbei fakultativ zu verstehen:
- Eignungsdiagnostik
  - Erstellen der Anforderungsprofile
  - Auswahl- und Einstellungsverfahren
  - Situatives Interview
  - Multimodales Interview
  - Persönlichkeitstests
  - IQ-Tests
  - EQ-Fallstudien
  - Arbeitsbewertung
  - Leistungserfassung
  - Assessment-Center
  - Multi-Rater-Feedback

Die methodische Absicherung der Personalentwicklung ist Voraussetzung zur Erreichung und Überprüfung von Effektivität und Effizienz. Hierdurch wird auch die Akzeptanz gesichert und erforderliche Ressourcen werden gesichert.
- Maßnahmen
  - Mitarbeitergespräch
  - Einarbeitungsprogramme
  - Führungsnachwuchsprogramme
  - Austauschprogramme
  - Employee Empowerment
  - Job-Rotation
  - Jobenrichment
  - Jobenlargement
  - EFQM-Modell einführen
  - Schulung
  - Training und Moderation von Lehrgängen
  - Lernen durch Lehren (LdL) / Multiplikator und E-based-learning
  - Mediation in Konfliktfällen

- Massivere Interventionen wie
  - Supervision
  - Coaching
  - Psychotherapeutisches Handeln

finden in der Fachliteratur geteilte Berücksichtigung und werden in der Regel von externen Experten erbracht (siehe Grenzen der Personalentwicklung).

### Räumliche Verortung
Räumlich gesehen werden Maßnahmen der Personalentwicklung, je nach Ort bzw. Setting nicht nur am Arbeitsplatz und innerhalb der dort anfallenden Arbeiten geleistet, sondern auch außerhalb der normalen Arbeitsumgebung und gelegentlich nach Dienstschluss (z. B. im Außendienst).

## Inhalte nach Becker

### Bildung
Sie ist traditioneller Bestandteil der Personalentwicklung. Kernbereiche sind die Berufsausbildung, die fachliche und die allgemeine Weiterbildung, die Führungsbildung, das systematische Anlernen und die Umschulung. Die Inhalte der Aus- und Weiterbildung wechseln mit der Dynamik der Anforderungen. Insbesondere Weiterbildung und Führungsbildung verändern sich mit der Virtualisierung der Unternehmen und der Globalisierung der Wirtschaft. Die Führungsbildung bereitet auf effizientes Führungshandeln multifunktionaler Teams in virtuellen Unternehmen vor. Interkulturelle Kompetenz, Umgang mit Diversity (vor allem mit heterogenen Belegschaften) und der Zuwachs an Autonomie verändern das Führungshandeln und damit die Führungskräfteentwicklung.

### Förderung
Hierzu gehören Tätigkeits- und Anforderungsprofile, Auswahl- und Einarbeitungsverfahren, strukturierte Mitarbeitergespräche, Potentialanalysen, Karriere- und Nachfolgeplanung, Coaching, Mentoring und Zielvereinbarungen. Die Förderung folgt den Prinzipien der Individualisierung, Generalisierung und Elementarisierung und zielt auf die anforderungsadäquate Entwicklung von Individuen und Gruppen. Insbesondere die Elementarisierung verlangt die Ablösung von flächendeckenden Stellenbeschreibungen durch die Zusammenfassung der Tätigkeiten und Anforderungen auf Stellenbündelniveau. Die Förderung nimmt im Vergleich zur Bildung deshalb an Bedeutung zu, weil der Erfolg dynamischer Unternehmen in starkem Maße von der Leistung und dem Verhalten der Organisationsmitglieder abhängt.

### Organisationsentwicklung
Inhalt sind die integrierte und zielorientierte Gestaltung und Entwicklung von Organisationen. Personale, strukturale und prozessuale Aspekte sollen den jeweiligen Anforderungen der Unternehmenstransformation entsprechen. Teamkonzepte, Projektarbeit und soziale, technische und organisatorische Gestaltung sind prominente Ansatzpunkte der Organisationsentwicklung. Organisationsentwicklung ist stets managementgeleitet und ergebnisorientiert zu gestalten.

## Funktionszyklus systematischer Personalentwicklung
Die systematische Personalentwicklung kann als Aktionsfolge zur Beschaffung, Analyse, Aufbereitung, Nutzung, Verwendung und Aussonderung von Informationen verstanden werden, die in dem hier konkret behandelten Falle die Gestaltung der Personalentwicklung zum Gegenstand hat.
Der Funktionszyklus ist ein abgestimmtes Verfahren zur Planung, Steuerung und Kontrolle konkreter Personalentwicklungsmaßnahmen und stellt, bezogen auf gegebene oder zu setzende Unternehmensziele die Arbeitsschritte Planung, Entscheidung, Gestaltung und Bewertung der Personalentwicklung sicher. Auch die systematische Personalentwicklung verwendet den Systembegriff. Hierbei lässt sich die Personalentwicklung ihrerseits in Subsysteme zerlegen.
1. Bedarfsanalyse
2. Zielsetzung
3. Kreatives Gestalten
4. Durchführung
5. Erfolgskontrolle
6. Transfersicherung

Diese Phasen systematischer Personalentwicklung im Funktionszyklus stellen ein in den einzelnen Phasen aufeinander abgestimmtes Verfahren zur Planung, Realisierung, Steuerung und Kontrolle konkreter Personalentwicklungsmaßnahmen dar (vgl. dazu die Abbildung: Funktionszyklus systematischer Personalentwicklung). Bedarfsanalyse, Ziele setzen, kreatives Gestalten, Realisieren, Erfolgskontrolle und Transfersicherung sind die Teilschritte systematischer Personalentwicklung.
Subsysteme sind z. B. die Bildung, die Förderung und die Organisationsentwicklung. Die Subsysteme oder Handlungsfelder der Personalentwicklung erhalten ihre Aufträge, Ressourcen und Legitimation aus dem übergeordneten System Unternehmung und aus dem Auftrag der Personalentwicklung. So kann auch der Funktionszyklus als ganzheitliches System aufgefasst werden. Die Elemente des Funktionszyklus wirken in einer ganzheitlichen Systematik zusammen und bedingen einander im Interesse der Zielerreichung systematischer Personalentwicklung.

## Phasenmodell nach Becker

Funktionszyklus systematischer Personalentwicklung; Bild: Becker, M. (2005): Systematische Personalentwicklung: Planung, Steuerung und Kontrolle im Funktionszyklus, Stuttgart 2005, S. 17.

### Phase 1: Bedarfsanalyse
Zunächst wird in einer Tätigkeitsanalyse festgestellt, welche Aufgaben derzeit in einer Stelle oder einem Stellenbündel zu erledigen sind. Die Anforderungsanalyse klärt anschließend, welche fachlichen, führungsbezogenen, methodischen und sozialen Anforderungen erforderlich sind, um die Tätigkeiten einer Stelle bzw. eines Stellenbündels professionell zu erledigen. In Stellenbündeln werden gleiche und gleichartige Tätigkeiten und Anforderungen zusammengefasst. Aufgenommen werden nur „kritische“ wertschöpfungsrelevante, relativ dauerhafte Tätigkeits- und Anforderungselemente gleicher oder vergleichbarer Funktionen. Die Adressatenanalyse untersucht danach die Ist-Befähigungen (Qualifikation und Motivation) und das Potenzial der Mitarbeiter. Die Gegenüberstellung der Ergebnisse von Anforderungs- und Adressatenanalyse zeigt, ob der Mitarbeiter anforderungsgerecht, über- oder unterqualifiziert und motiviert ist. Die Potenzialanalyse prognostiziert, inwieweit ein Mitarbeiter aus gegenwärtiger Sicht wahrscheinlich in der Lage wäre, eine andersartige oder höherwertige Tätigkeit wahrzunehmen. Die Ursachenanalyse soll zeigen, ob die Mängel im Wollen (Motivation), im Können (Qualifikation) oder im Dürfen (Ordination) begründet sind.
Zu unterscheiden sind individuelle, operative und strategische Bedarfsanalyse. Die Ursachenanalyse untersucht hierbei die Gründe der Abweichungen zwischen Soll-Anforderungen und vorhandener Befähigung. Die Abweichungsursache kann in einem Mangel an Dürfen (Ordination), einem Mangel an Wollen (Motivation) oder einem Mangel an Können (Qualifikation) begründet sein und entsprechende Personalentwicklungsbedarfe nach sich ziehen.

### Phase 2: Ziele setzen
Die Zielplanung legt als Reichweitenplanung den Horizont der Personalentwicklung fest. Sie bezeichnet das konkrete Entwicklungsergebnis, das mit den zu wählenden Inhalten und den anzuwendenden Methoden der Personalentwicklung erreicht werden soll und hat damit einen transitorischen Charakter. Diese Ziele sollten im Dialog erarbeitet werden, verbindlich und akzeptiert sein. Akzeptanz ist nur dann zu erwarten, wenn die Nutzenkalküle der Akteure jeweils zufriedenstellend ausfallen. Insofern schätzen die Beteiligten ab, ob die Ziele für sie bedeutsam, wertvoll, erreichbar, steuerbar und beeinflussbar sind. Bei der Zielformulierung sind der Zielbereich und die Zielebene zu bestimmen. Sie werden in kognitive, affektive und psychomotorische Lernziele differenziert. Kognitive Lernziele streben eine Veränderung intelligibler Befähigung an. Diese zeigt sich als Fähigkeit, die materielle und kulturelle Welt rational zu begreifen, Dinge und Ideen gedanklich zu fassen und für sich und andere nutzbar zu machen. Motivation und Begabung sind bei jedem Menschen anders ausgeprägt (Individualaspekt des Lernens). Weil dies so ist, unterscheiden sich die subjektiven Lern- und Entwicklungsbemühungen der Menschen.

### Phase 3: Kreatives Gestalten
Das Kreative Gestalten der Personalentwicklungsmaßnahmen legt zeitlich, sachlich und personell die Infrastruktur der Personalentwicklungsmaßnahmen fest. Es ist konkret zu klären, wann und wo Personalentwicklung durchgeführt werden soll. Die personelle Planung bestimmt die Anzahl der Teilnehmer und der Referenten, legt fest, wer die Administration der Personalentwicklung leistet und klärt z. B. auch mit Vergleichsstudien, welche Maßnahmen bei gegebenem Ziel kostengünstig zum Erfolg führen. Kreatives Gestalten bestimmt die Lernorganisation, die Lernzeiten und die Abfolge der Maßnahmen. Ebenfalls zum Kreativen Gestalten gehören die Kostenplanung, die Kalkulation der Maßnahmen und die Verrechnung der Kosten.

### Phase 4: Durchführung

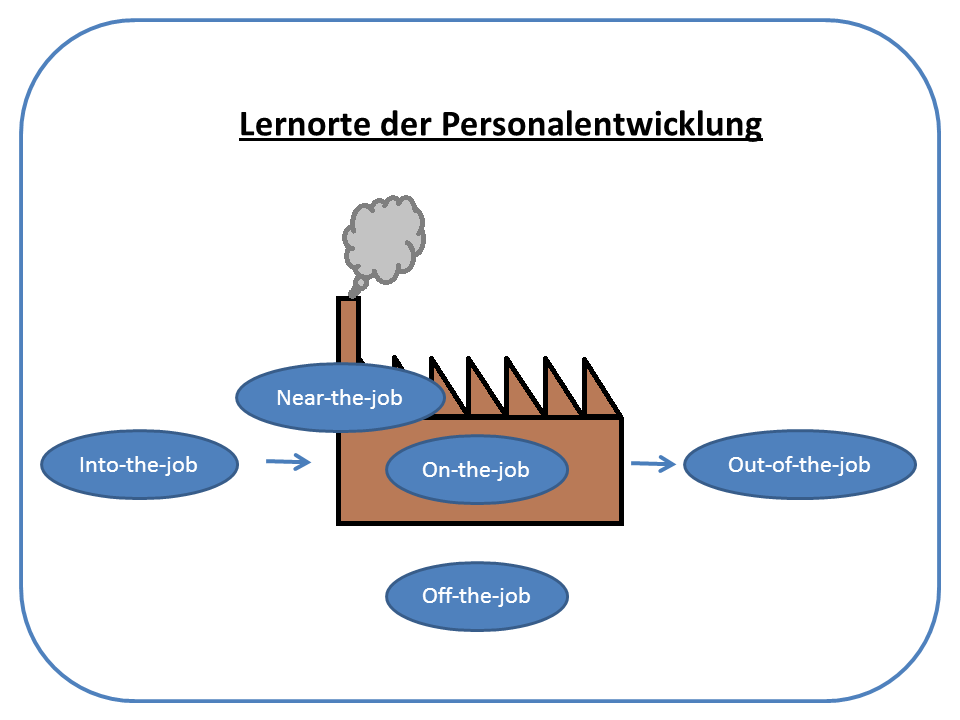

Die Durchführung von Personalentwicklungsmaßnahmen erfolgt intern, extern, on-the-job, off-the-job und in Mischformen. Die Verantwortlichen stellen fest, ob die Durchführung planmäßig verläuft oder Korrekturen notwendig sind (Ziel-, Inhalts- und pädagogische Korrekturen).
Teamorientiertes Arbeiten und gegenseitige Unterstützung im Lern- und Arbeitsprozess verändern die Personalentwicklung vor Ort. Insbesondere die Führungskräfte unterstützen in Team- und Gruppenkonzepten als Trainer, Berater, Coaches und Mentoren die Durchführung der Personalentwicklung. Die hauptamtlichen Personalentwickler unterstützen als „Facilitators“ die Lern- und Arbeitsprozesse mit Medien, Moderation und Train-the-Trainer-Aktivitäten.

### Phase 5: Erfolgskontrolle
Die Erfolgskontrolle misst und bewertet die Effektivität und Effizienz erfolgter Personalentwicklungsmaßnahmen. Die Phasen der Erfolgskontrolle sind Kontextkontrolle, Zielkontrolle, Input-Kontrolle, Lernfortschrittskontrolle, Lernerfolgskontrolle, Transferkontrolle.
Als Kontextkontrolle werden im Allgemeinen die Kontrollaktivitäten bezeichnet, die während der Planungsphase einer Personalentwicklungsveranstaltung vorgenommen werden. Lernfortschrittskontrollen überprüfen als Verlaufskontrollen den Lernzuwachs, die Lernmotivation, die Methoden und die Medien. Sie beinhalten sowohl die pädagogische als auch die betriebswirtschaftliche Kontrolle und dienen als Entscheidungshilfe für die Planung künftiger Personalentwicklungsmaßnahmen. Die Feststellung des Erfolges im Lernfeld motiviert die Teilnehmer zu mehr Lernbereitschaft und verbessert ihre Lernintensität und -ausdauer. Andererseits kann bei den Teilnehmern aufgrund der geplanten Erfolgskontrollen die Angst des Versagens verstärkt werden, was dazu führen kann, dass einzelne Teilnehmer bestimmten Personalentwicklungsmaßnahmen fernbleiben.
Die Transferkontrolle versucht zu ermitteln, in welchem Ausmaß sich die Personalentwicklungsmaßnahme in der Realsituation im Unternehmen tatsächlich positiv ausgewirkt hat und überprüft sowohl den Umfang (inhaltliche Transferkontrolle) als auch die Methoden der Transfersicherung (methodische Transferkontrolle). Die inhaltliche Transferkontrolle fragt, wie viel an Wissen und Können nach Abschluss der Maßnahme am Arbeitsplatz angewendet wird. Die methodische Transferkontrolle fragt, ob die Transferberatung, die Rückkehrgespräche und die Transferunterstützung am Arbeitsplatz systematisch und zeitnah vorgenommen werden.
Eine unsystematische Bedarfsanalyse, unklar formulierte Lernziele, unprofessionelles Kreatives Gestalten, ungeeignete Evaluationsmethoden und die mangelnde Akzeptanz der an der Personalentwicklung Beteiligten behindern die Erfolgskontrolle.

### Phase 6: Transfersicherung
Personalentwicklungsmaßnahmen sind erst dann erfolgreich abgeschlossen, wenn die Mitarbeiter das Gelernte am Arbeitsplatz dauerhaft zur Bewältigung ihrer Aufgaben anwenden. Die Transferkontrolle erfolgt im Arbeitsfeld und stellt fest, ob Probleme, die vor der Durchführung einer Personalentwicklungsmaßnahme bestanden, dauerhaft behoben sind. Die Transfersicherung muss in enger Kooperation der Führungskräfte und der Mitarbeiter erfolgen. Die Führungskräfte leisten insbesondere dadurch Unterstützung, dass sie die Mitarbeiter ermuntern, die erworbenen Kenntnisse in ihre Arbeit einzubringen. Erfolgt Personalentwicklung am Arbeitsplatz und am konkreten Lernobjekt, dann ist die Transferproblematik überwunden, weil Lern- und Arbeitsfeld zusammenfallen.

## Professionalisierung

### Professionalisierung der Personalentwickler
Die Grundberufe der Personalentwicklung sind recht vielfältig. Sozialwissenschaftler, Arbeitswissenschaftler, Juristen, Pädagogen und insbesondere Wirtschaftswissenschaftler finden den Weg in die Personalentwicklung. Obwohl zunehmend Fachhochschul- und Hochschulabsolventen in der Personalentwicklung arbeiten, sind nach wie vor viele Praktiker als Trainer, Berater und Führungskraft in der Personalentwicklung tätig. Weil es keine einheitliche Qualifizierung für Personalentwickler gibt, muss die Professionalisierung berufsbegleitend geleistet werden.

### Begriff der Professionalisierung
Der Begriff Profession hat eine lange Tradition, doch kann der Begriffsinhalt aufgrund der Vielschichtigkeit der zugeschriebenen Bedeutungen nur schwierig eingegrenzt werden. Allgemein umfasst Professionalisierung einen fortgesetzten Prozess der Spezialisierung von gesellschaftlich anerkannten und benötigten, mehr oder weniger homogenen Tätigkeitsbündeln. Idealerweise werden diese Tätigkeitsbündel (oder besser: die allgemein an ein Tätigkeitsbündel gerichteten Verhaltens- und Handlungserwartungen) summarisch als Beruf bezeichnet. Professionalisierung kann in diesem Verständnis als Prozess der gesellschaftlichen Verberuflichung verstanden werden.

Professionalisierung in Abhängigkeit von Wissen und Anerkennung

Die Ziele der Professionalisierung sind die Standardisierung von Anforderungen und Fähigkeiten, die Bündelung des Einflusses zur Durchsetzung von Interessen der jeweiligen Profession und die Erzeugung von Identifikation durch Anerkennung und Achtung typischer Leistungs- und Verhaltensmuster. Ein Individuum ist einer Profession zugehörig, wenn es die formalen, fachlichen und personalen Standards der entsprechenden Profession erfüllt. Durch die Zugehörigkeit erfährt der einzelne kollektiven Schutz, Status und Anerkennung.
Daheim charakterisiert Professionalisierung als einen Prozess der Zunahme an systematisiertem Spezialwissen. Dem steht die weite, summarische Auffassung der „old established professions“ gegenüber, z. B. Arzt, Rechtsanwalt, Apotheker oder Lehrer. Professionalisierung zielt in dieser Sichtweise auf die Autorität, die ein Beruf in der Vorstellung der Bezugspersonen und der damit verbundenen gesellschaftlichen Bedeutungszuschreibung hat. Autorität ist das relative Maß an Einfluss, das einem Angehörigen eines Berufes zugestanden wird. Standespolitik, Abgrenzungsbemühungen, Standessymbole und die Erfahrung der Bezugspersonen prägen die Autorität eines Berufsstandes.
Hartmann – siehe Abb. – fasst Professionalisierung als Funktion der beiden Variablen Wissen und Anerkennung. Demnach erfolgt Professionalisierung, wenn das Wissen wächst und die Anerkennung zunimmt. Die beiden Variablen sind in der Generierung von Professionalität voneinander abhängig. Die einseitige Zunahme von Wissen ist somit noch keine hinreichende, wohl aber eine notwendige Bedingung für die Professionalisierung.
Fuhr trennt weiter in klassische Professionen und in Expertenberufe. Klassische Professionen sind durch die Merkmale Zusammenschluss in einem Berufsverband, berufsethische Verpflichtung, Dienstgesinnung und Autonomie gekennzeichnet. Die Autonomie der klassischen Berufe, z. B. des Arztes oder des Notars, resultiert aus der geringen Fähigkeit der Nachfrager, die Qualität der professionellen Leistung  beurteilen zu können. Damit die Autonomie nicht zur Willkür wird, werden Professionen durch bürokratische Strukturen, gesellschaftliche Kontrollen und berufsethische Sanktionsinstanzen reguliert. Die Funktion des Personalentwicklers, für den diese Merkmale nicht zutreffen, ist also eine Expertentätigkeit; es gibt noch keine standardisierten Karrieren, die in ihn einmünden, allenfalls konzerninterne Karrierepfade. Auch ist in vielen Branchen der Personaleentwickler in seinen Entscheidungen und Funktionen eingeschränkt durch die Linienmanager, die sich die Letztentscheidung bei Personalauswahl, Weiterbildung usw. vorbehalten. In kleinen und mittleren Unternehmen muss man von einer semiprofessionellen Tätigkeit sprechen, die – obgleich sich das Methodenspektrum der Personalentwicklung immer weiter professionalisiert und unzählige Fortbildungen dafür existieren – von nicht speziell qualifiziertem Personal, sondern von Fachfremden wahrgenommen wird.

## Tendenzen und Ausprägungen

### Individueller Bereich
Die Personalentwicklung soll nicht nur zur individuellen Entwicklung des Mitarbeiters und zu seiner Lebensplanung beitragen, sondern diese durch eine geeignete betriebliche Karriere unterstützen („Work-Life-Balance“). Die Personalentwicklung sollte hierzu das spezifische Mitarbeiterpotenzial unter Berücksichtigung der individuellen Interessen und Stärken fördern.
Einen bedeutenden Bereich der individuellen Personalentwicklung stellt die Aus- und Weiterbildung von Führungskräften (Führungskräfteentwicklung) dar. Damit gerade bei dieser Zielgruppe Personalentwicklungsmaßnahmen einen Niederschlag in konkretem Verhalten finden, sind jedoch in aller Regel reine Weiterbildungsveranstaltungen nicht ausreichend. Oft wird in diesem Zusammenhang eine „Weiterbildungsresistenz“ von Führungskräften beklagt. Im internationalen Vergleich bestehen deutliche Unterschiede im Verständnis von Führung und der entsprechenden Ausbildung der Führungskräfte.
Im Gegensatz zu älteren, defizitorientierten Ansätzen in der PE (Schulung von Wissenslücken) wird gegenwärtig auch in Europa ein immer stärker werdender Trend zur Stärkung von Ressourcen des Mitarbeiters deutlich (vgl. auch Coaching). Ein sehr grundlegender Ansatz stammt aus der Ich-Entwicklung, da hier die grundlegenden Persönlichkeitsstrukturen einer Person berücksichtigt werden, die die Art der Wissens- und Erfahrungsverarbeitung maßgeblich beeinflussen, um den Gesamtkontext einer Person besser zu verstehen. Derartige Bemühungen  sind mit der Einsicht verbunden, die Leistungsfähigkeit, das Engagement und die Passung von Tätigkeitsfeld und Person zu erhöhen. So können die Kapazitäten und Ressourcen einzelner Mitarbeiter und insbesondere leistungsstarken Führungskräften zielgerecht angepasst und eingesetzt werden. Diese zumindest bei Leistungsträgern relevante Sicht in der PE hat ihren Ansatz auch der Erkenntnis zu verdanken, dass trotz einer hohen Arbeitslosigkeit im Allgemeinen, nicht sehr viele freie Leistungsträger mit interkulturellen Fähigkeiten und hohem akademischen oder fachlichen Niveau am Arbeitsmarkt zur Verfügung stehen.
So sind neben den klassischen rezeptiv orientierten Schulungs- und Einarbeitungsthemen auch individuelle Personalentwicklungsmaßnahmen für Führungskräfte üblich. Beispiele sind Mediation im Bereich der Freisetzung von Geheimnisträgern oder im Einzelfall auch psychotherapeutische Interventionen im Bereich der Angst-Therapie bei Managern, Coaching zu Mobbing-Problematiken in Teams oder Burn-out-Situationen (Graf, Wien, Psychotherapie in der Arbeitswelt).

### Kollektiver Bereich
Im kollektiven Bereich bedient sie sich zur Erreichung der betrieblichen Ziele vor allem in Prozessen des Veränderungsmanagements (change management) und bei betrieblicher Organisationsentwicklung neben den o. g. Elementen auch der Entlohnung, sowie Anreiz- und Vergütungsmodellen. Innovative Arbeitszeitregelungen unter Berücksichtigung der Arbeits- und Organisationspsychologie unterstützen die Ziele der PE. Wichtig sind auch Konzepte zur Führungskräfte- und Teamentwicklung.
Personalentwicklung vollzieht sich in der Praxis systematischer Prozesse der Weiterbildung und Entwicklung auch und besonders unter systemischen Gesichtspunkten. Der Gestaltung von Gruppen in ihrer Abhängigkeit von kontextbezogenen Richtlinien kommt hierbei eine immer größer werdende Bedeutung zu, vor allem vor dem Hintergrund der sich schnell wandelnden Unternehmenskulturen durch Fusionen und häufige Arbeitsplatzwechsel des Einzelnen bzw. projektbezogener Aufgaben.
Da bei der Zusammenstellung vor allem von temporären Arbeitsgruppen besonders auf die Passung der einzelnen Ressourcen im Sinne einer ganzheitlichen Gruppenleistung geachtet werden sollte, bedient sich die PE im Vorfeld der Eignungsdiagnostik. Bewerbermanagement und Auswahl des richtigen Bewerbers stehen hier im Vordergrund.

### Systemische Personalentwicklung
Die Systemtheorie zentriert im Bereich der Personalentwicklung die Einbindung von Kenntnissen und Fähigkeiten der Mitarbeiter in die Handlungen der Organisation. Ein großer Einfluss auf die Strukturen der Organisation wird durch die Veränderung der Kommunikationsstrukturen erreicht. Kommunikation bildet den Kontext, der darüber bestimmt, wie Entscheidungen über Maßnahmen der Personalentwicklung durch die Organisation aufgenommen werden. Systembildung wird durch Sinngebung erreicht. Die Personalentwicklung dient der Sinnvermittlung, indem sie den handelnden Akteuren die Notwendigkeit von Lernen und Verändern, Strukturieren und Vereinfachen, von Ordnung und Abgrenzung kommunikativ einsichtig vermittelt. In diesem Verständnis ist die Personalentwicklung als Element zur Stabilisierung des übergeordneten Systems Unternehmung wirksam.
Die Personalentwicklung ist aber auch ein System mit funktionaler Eigenständigkeit, das institutionalisiert und regelhaft die Handlungen der Akteure bestimmt und begrenzt. Um als eigenständiges System Berechtigung und Bestand zu haben, muss die Personalentwicklung sich inhaltlich und formal von anderen Teilsystemen der Unternehmung abgrenzen. Sie muss eine eigenständige Aufgabe erfüllen, eigene Methoden und professionelle Verhaltensweisen entwickeln. Somit ist die Personalentwicklung selbst System und gleichzeitig Systemelement für das Übersystem Unternehmen.
Systemische Personalentwicklung berücksichtigt, dass es nur begrenzt möglich ist, auf das System von außen steuernd einzuwirken. Auf Veränderung des Systems zielende Interventionen, z. B. durch externe Berater, wirken indirekt auf das System, indem dieses angeregt wird, den Nutzen von Informationen aus der Umwelt für die Organisation wahrzunehmen, zu beurteilen und zu verarbeiten. Auch die Auswirkungen der aus dem System Personalentwicklung selbst kommenden Veränderungsimpulse, z. B. die Beratung des Managements durch eine Personalentwicklungseinheit, hängt „in erster Linie nicht von der Absicht der Intervention, sondern von der Organisationsweise und den Regeln der Selbststeuerung des Systems ab.“ Unter Selbststeuerung wird verstanden, dass ein System sich selbst nach gesetzten Zielen unter Kontrolle halten kann.
Voraussetzung für eine erfolgreiche systemische Personalentwicklung ist daher, dass diese die Funktionsweise des Hypersystems Unternehmen versteht und die Mitarbeiter als Mitverantwortliche für die Ausgestaltung der Personalentwicklung aktiviert.

### Generationen der Implikation
Dem Generationenschema der Personalentwicklung folgend, das diese nach dem Reifegrad in idealtypische Phasen einteilt, entspricht die systematische Personalentwicklung im Funktionszyklus der zweiten Generation (Differenzierungsphase). Diese unterscheidet sich von der ersten Generation (Institutionalisierungsphase) als ein System systematischer, zielgerichteter Planung, Steuerung, Realisierung und Evaluierung von Maßnahmen und geht über die reaktive Beseitigung von Qualifikationslücken hinaus. Die methodische Absicherung der Personalentwicklung erfolgt anhand des Funktionszyklus, dessen Phasen in ihrer Abfolge und der Anpassbarkeit auf die individuelle Unternehmenssituation in den folgenden Kapiteln ausführlich dargestellt werden.
Schließt die Personalentwicklung auch Maßnahmen der Organisationsentwicklung ein, wird der Übergang zur dritten Generation der Personalentwicklung vollzogen. Diese Phase hat die Steigerung der Problemlösefähigkeit der Mitarbeiter durch ihre verstärkte Beteiligung an Maßnahmen der Organisationsentwicklung zum Ziel. Im Verständnis der Integrationsphase der Personalentwicklung erreicht ihre Gestaltung die höchste Stufe. Das „personale System Mensch“, die „organisationale Einheit Team“ und das „makroökonomische System Unternehmung“ werden im Integrationsverbund optimal aufeinander abgestimmt.

## Kompetenzbasierte Personalentwicklung
Kompetenzbasierte Personalentwicklung (manchmal auch „kompetenzorientiert“) bezeichnet eine Personalentwicklung, die Kompetenzen als Abstraktionen von menschlichen Fähigkeiten, Fertigkeiten und Kenntnissen als primäres Steuerungsinstrument benutzt.

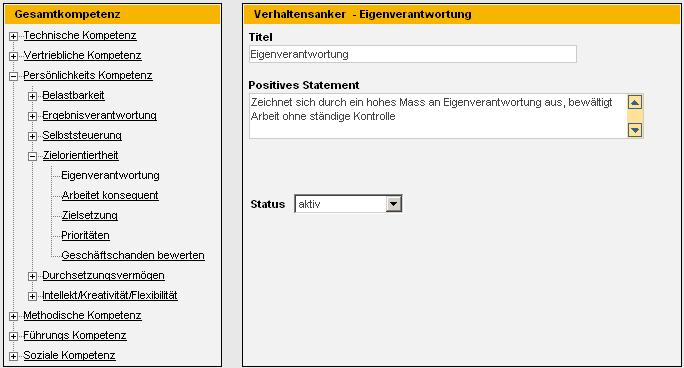
Kompetenzmodell

### Kompetenzmodell
Zur Standardisierung aller Personalentwicklungsmaßnahmen in einem Unternehmen wird in der kompetenzbasierten Personalentwicklung ein unternehmensweit einheitliches Kompetenzmodell (auch als Kompetenzkatalog bezeichnet) eingesetzt. Hier werden alle notwendigen Kompetenzen in einer hierarchischen Struktur organisiert und mit einem entsprechenden Sollwert versehen den einzelnen Jobrollen im Unternehmen zugeordnet (siehe auch Kompetenzmanagement, sowie den Forschungsarbeiten von John Erpenbeck).
Eine Gliederung in
- Kompetenzfeld
- Einzelkompetenz
- Verhaltensanker

bietet sich an. Der Verhaltensanker ist eine möglichst sachlich formulierte Beschreibung eines beobachtbaren Verhaltens und Grundlage für die Erhebung von individuellen Ausprägungen einer Kompetenz. Mit jeweils 3–5 Verhaltensankern lassen sich die meisten Einzelkompetenzen gut abbilden. Die Zusammenfassung der Einzelkompetenzen zu Kompetenzfeldern ermöglicht die Aggregation von Werten und erleichtert die Auswertung.
Zur Entwicklung eines Kompetenzmodells bietet sich die Methode der Expertenbefragung an. Dabei werden sowohl aktuelle erfolgreiche Stelleninhaber, als auch Experten, die die zukünftige Entwicklung der Anforderungen an die Jobrolle abschätzen sollen, befragt und die Ergebnisse in Verhaltensanker ausgearbeitet.
Bei der Entwicklung des Kompetenzmodells, der Verhaltensanker und später bei der Erhebung von Ausprägungen ergeben sich aus akademischer Sicht eine ganze Reihe von Fragen, die für einen pragmatischen Einsatz in einem Unternehmen nicht im Vordergrund stehen.

### Multi-Rater-Feedback

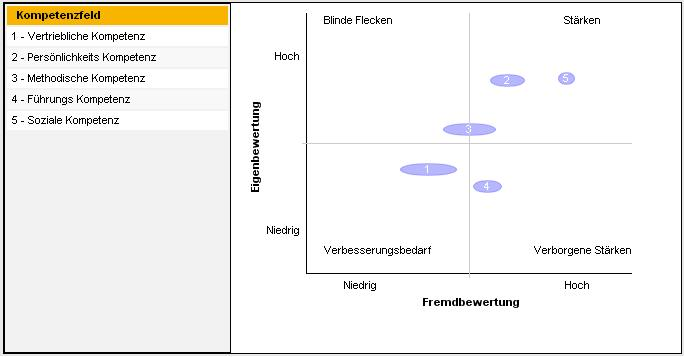
Individuelle Auswertung mit Selbst- und Fremdbildvergleich

Im Rahmen von zyklischen Erhebungsrunden werden die Ausprägungen der Kompetenzen jedes Mitarbeiters durch Selbst- und eine oder mehrere Fremdeinschätzungen erhoben (Multi-Rater-Feedback, 360°-Feedback).
Dabei sollen die Ausprägungen der Verhaltensanker auf einer 5-Stufigen Skala bewertet werden. Die Mittelwerte der Verhaltensanker ergeben dann den Wert für die Einzelkompetenz.
Die erhobenen Daten können als klassische Vier-Felder-Matrix mit den Feldern
- Stärke, Selbst- und Fremdbewerter sind sich einig, dass es KEINE Defizite gibt
- Schwäche, Selbst- und Fremdbewerter sind sich einig, dass es Defizite gibt
- verborgene Stärke, der Fremdbewerter bewertet besser als der Selbstbewerter
- blinder Fleck, der Selbstbewerter bewertet besser als der Fremdbewerter

ausgewertet werden.

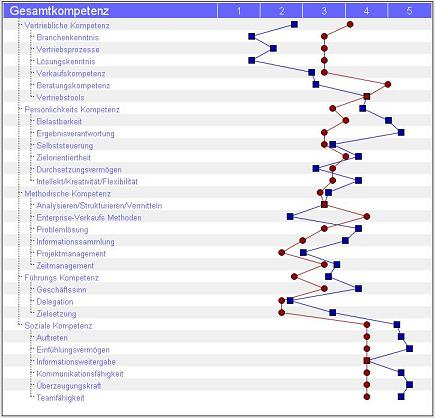
Individuelles Profil -blau-
Sollwert für die Jobrolle -rot-

Eine andere Auswertungsform ist das Kompetenzprofil. Hier können Vergleiche zu den Sollwerten, Gruppenmittelwerten und historischen Daten vorgenommen und ebenfalls Defizite zur Grundlage eines individuellen Entwicklungsplans genommen werden. Durch wiederholte Erhebungen kann sowohl der Entwicklungsfortschritt, als auch die Wirksamkeit der ausgewählten Entwicklungsmaßnahmen beobachtet werden.

### Herausforderungen bei der Umsetzung
Ansätze, die Personalentwicklung in dieser Weise zu organisieren, gibt es schon seit vielen Jahren. Die besondere Problematik liegt in den großen zu verarbeitenden Datenmengen und den zunehmend dezentral organisierten Unternehmen, sowie der Vertraulichkeit, mit denen Erhebungen und Auswertungen vorgenommen werden müssen.

### Perspektiven und Trends
Hier hat erst die Verbreitung des Internets, insbesondere die Möglichkeit, die Technologien vollständig über das Internet zu beziehen, und der Einsatz von Datenbanken eine Perspektive geschaffen, so dass nun Softwareplattformen zur Verfügung stehen, mit deren Hilfe der Ansatz praktikabel wird.

Ein neuerer Trend ist speziell Personalentwicklung 2.0, was für eine neue Generation von Personalentwicklung bedingt durch Web 2.0 und Social Media steht. Neue Plattformen ermöglichen es Mitarbeitern ihr Wissen und ihre Kompetenz wie nie zuvor aktiv einzubringen. Jeder kann heute ein Lehrer sein, indem er Teile seines Wissens über YouTube, Blogs, Foren, Podcasts oder Twitter mit anderen teilt. Voneinander zu lernen und auf eigenes Wissen aufmerksam zu machen, wird wichtiger als traditionelles Lernen im Sinne von Selbststudium und Testen. Wissensmanagement wurde regelrecht revolutioniert. Isolierte Dokumentenfriedhöfe weichen Netzwerken von Experten und Wissensuchenden. Mobile Geräte und Lerninhalte, die etwa über kurze Podcasts zur Verfügung stehen, ermöglichen Lernen an jedem Ort und zu jeder Zeit. Social Media und Web 2.0 fördern durch soziale Netzwerke und transparente Arbeitsmärkte eine durch Mitarbeiter gesteuerte Entfaltung individueller Lebens- und Karriereentwürfe. Da immer mehr medienkompetente Mitarbeiter in die Unternehmen drängen (die sog. Generation Y), für die der Umgang mit Social Media immanenter Teil ihrer Kommunikation ist, stellt dies die Unternehmen vor die Herausforderung dies auch in der Personalentwicklung einzuführen, ohne dabei ältere Mitarbeiter zu demotivieren oder zu verlieren.

## Grenzen der Personalentwicklung

### Organisationsentwicklung
Die Beseitigung von betrieblichen Engpässen oder die Schaffung besserer Arbeitsbedingungen wird von Seiten des Unternehmens i. d. R. nicht als Aufgabe der Personalentwicklung gesehen. In modern geführten Unternehmen arbeitet die Personalentwicklung allerdings mit den Verantwortlichen der betrieblichen Organisationsentwicklung und des Managements eng zusammen.

### Psychotherapie
In größeren Unternehmen sind mitunter auch Betriebsärzte und -Psychologen in der Lage, mit therapeutischen Mitteln oder Interventionen auf der individuellen Ebene das komplizierte Geflecht von Rollenverhalten, persönlicher Anforderung an den Mitarbeiter und der konkreten Arbeits- und Teamumgebung unter Einbeziehung der weiteren sozialen Bedingungen des Mitarbeiters zu berücksichtigen. Damit ist nicht die Vornahme einer Psychotherapie im klassischen Sinn gemeint. Einzelne Schritte aus dem Bereich der Verhaltenstherapie, der systemischen Therapie (systemische Organisationsentwicklung) oder kurztherapeutische Hilfen für Mitarbeiter in Stress- und Belastungssituationen werden schon seit den späten 1980er Jahren auch im betrieblichen Coaching und der Supervision angewendet. Vorreiter waren hier soziale und karitative Einrichtungen sowie Kliniken, in denen die Mitarbeiter leichteren Zugang zu entsprechendem Wissen haben. Kleine Unternehmen, die nicht über derartige Ressourcen verfügen, nutzen hierzu die Angebote freier Mediziner, Coaches oder Personalentwickler.
Überwiegend wird der Bereich psychotherapeutischer Interventionen allerdings nicht im Umfeld betrieblicher Personalentwicklung gesehen. Sollten psychische Belastungssituationen den Charakter einer ausgeprägten Störung oder eindeutigen Krankheitswert annehmen und im Coaching nicht zu entwickeln sein (z. B. längere depressive Episoden, verminderte affektive Wahrnehmung, ausgeprägtes Suchtverhalten etc.) und ist aufgrund des Episodenverlaufes keine Selbststärkung zu erwarten, ist es i. d. R. nicht Aufgabe der Personalentwicklung eine ausgedehnte Psychotherapie durchzuführen. Die Abgrenzung zum Coaching findet hier statt, wo die affektive Selbststeuerungsfunktion des Klienten nicht mehr gegeben ist bzw. eine andauernde Belastungsstörung mit Krankheitswert diagnostiziert wird. An dieser Stelle verweist die klassische Personalentwicklung an den ärztlichen Bereich (vgl. Sigrid Weber, Zürcher Hochschule für angewandte Psychologie).
Daneben werden von dieser Sicht auch Argumente unterstützt, die generell ärztliche Arbeit im Umfeld weisungsgebundener betrieblicher Behandler schon aus datenschutzrechtlichen Gründen kritisch sehen. Das Problem ist, dass eine solche Behandlung der Kostenstelle Personalentwicklung zugerechnet werden muss und das Controlling mit einer mitarbeitergenauen Abrechnung solcher Leistungen nicht ohne weiteres mit den Datenschutzbestimmungen und der ärztlichen Schweigepflicht über Dauer und Frequenz einer Therapie zu vereinbaren ist.
Einzelne Vertreter einer integrativen Personalentwicklung und Betriebspsychologen wie der Österreicher Helmut Graf sehen jedoch auch hier die Notwendigkeit einer supportiven oder auch therapeutischen Arbeit mit Methoden aus der Verhaltenstherapie oder Systemischen Therapie sowie im Verbund mit systemischer Organisationsentwicklung für Führungskräfte bei Burnout, Mobbing, Alkohol- und Suchtprävention, Integration nach längerer Krankheit sowie Traumatisierung nach Arbeitsunfällen gefordert. (Helmut Graf, Psychotherapie in der Arbeitswelt. Springer Verlag Wien/New York 2003).